# Funktionär

Funktionärer i finländsk bemärkelse.

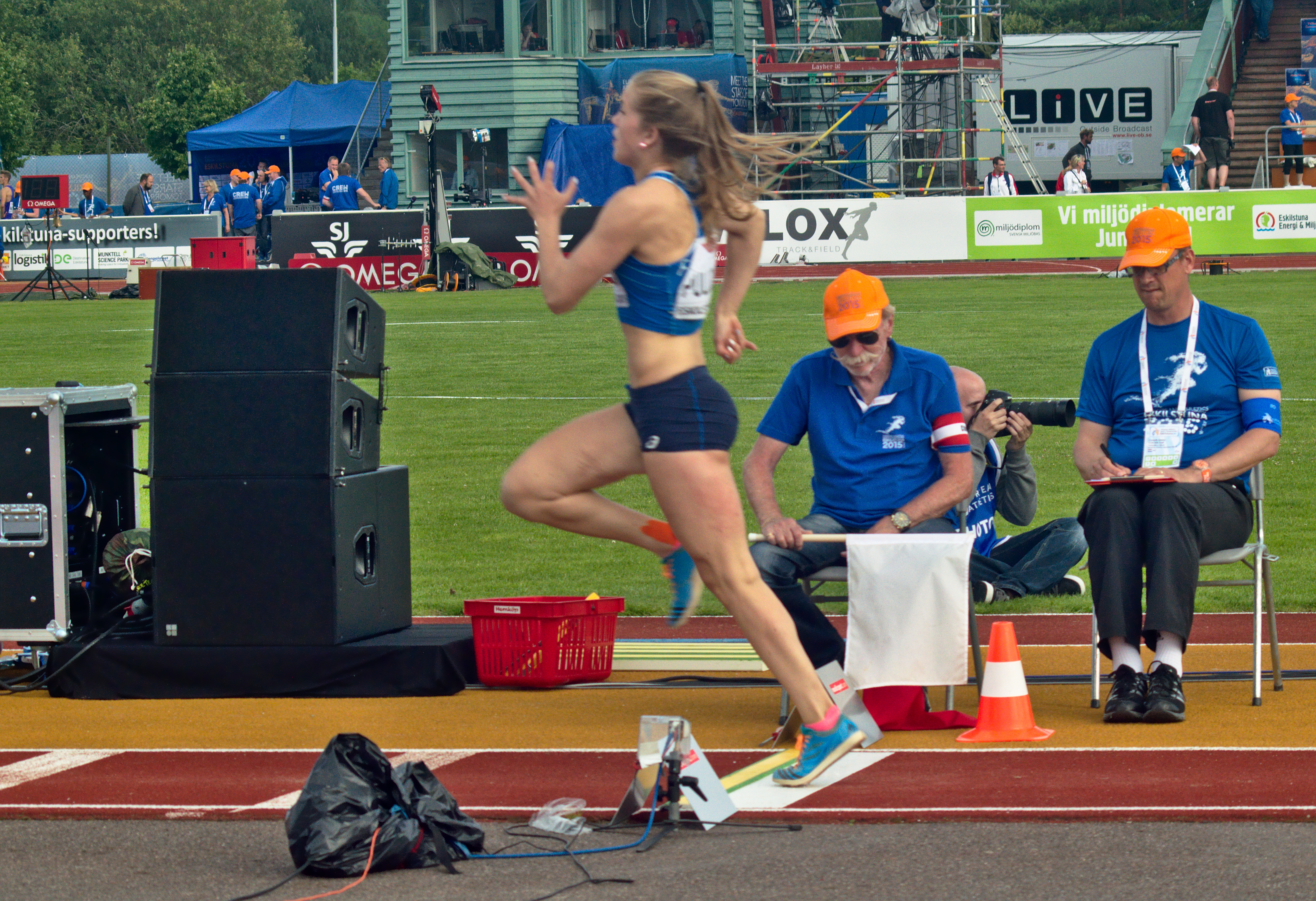
Kepsförsedda funktionärer i bakgrunden som kontrollerar träffen på plankan vid en tävling i tresteg.

Funktionär är en person som innehar en tjänst eller sköter vissa uppdrag. I Finland syftar det särskilt på en lägre tjänsteman, vilket det även gjorde i Sverige under 1800-talet. I Sverige avses annars ofta en person som sköter vissa uppdrag, inom bland annat idrott och politiska sammanhang.